# Buntaichō
El Buntaichō (分隊長) era un puesto de aviación naval en el Servicio Aéreo de la Armada Imperial Japonesa, normalmente ocupado por un teniente, que comandaba una división de personal de vuelo (buntai) en un grupo aéreo.

## Función administrativa
En tierra, el buntaichō comandaba una división de personal de vuelo, llamada buntai (分隊), que era la unidad administrativa más pequeña del Servicio Aéreo de la Armada Imperial Japonesa. Un buntai estaba compuesto por la cantidad requerida de personal necesario para volar un chūtai (中隊), que generalmente constaba de nueve aviones. Por ejemplo, en las unidades de bombarderos había mucho más personal que en los cazas.
En un portaaviones, el grupo aéreo generalmente constaba de tres escuadrones, cada uno de los cuales estaba relacionado con un tipo de avión específico (es decir, bombardero en picado, bombardero torpedero o caza). El buntaichō de mayor rango comandaba todo el personal de vuelo de un escuadrón específico además de su primera división, mientras que los otros dos buntaichō de menor rango comandaban la segunda y la tercera división (dependiendo de cuántas divisiones había en un escuadrón). En un portaaviones ligero, podría haber solo un buntaichō en el escuadrón.
El buntaichō era una de las dos clasificaciones de mando de vuelo en la jerarquía aeronaval, la otra era el hikōtaichō (飛行隊長), que comandaba una unidad compuesta por todo el personal de vuelo del grupo aéreo, llamada hikōtai (飛行隊), que era compuesto por varios buntai.

## Función de combate
En vuelo, cada buntaichō comandaba una división de nueve aviones, llamada chūtai. Tenga en cuenta que buntai se refería a una división de personal de vuelo, mientras que chūtai se refería a una formación de aeronaves piloteada por ese personal. Por lo tanto, en vuelo, se hacía referencia tanto a buntaichō como chūtaichō (中隊長).
Si el hikōtaichō volaba en el mismo tipo de avión que el buntaichō, generalmente comandaba toda la fuerza de ataque, mientras que el buntaichō comandaba uno de los chūtai. Por ejemplo, tanto durante la batalla de las Salomón Orientales como durante la batalla de las Islas Santa Cruz, el teniente Mamoru Seki (hikōtaichō del Shōkaku) comandó la fuerza de ataque, mientras que el teniente Keiichi Arima (buntaichō de un bombardero en picado en el Shōkaku) comandó uno de los chūtai de bombarderos en picado.
El buntaichō no era necesariamente un piloto. Por ejemplo, el teniente Keiichi Arima fue un observador; su bombardero en picado Aichi D3A fue pilotado por el suboficial de primera clase Kiyoto Furuta. En las unidades de bombarderos terrestres, el buntaichō a menudo estaba en el asiento del observador.

## Escarapela aeronáutica
En las unidades con base en portaaviones, el avión del buntaichō estaba marcado por dos franjas horizontales en la cola de un avión. Sin embargo, esta marca no debe confundirse con las franjas verticales alrededor de la parte trasera del fuselaje, que indicaban el portaaviones al que pertenecía la aeronave.